# Bruche
Il Bruche (pronuncia francese : /bʁyʃ/ ; Breusch in tedesco,Brisch in alsaziano) è un fiume situato in Alsazia, nel nord-est della Francia. È un affluente del lato sinistro dell'Ill e parte del bacino del Reno. È lungo 76,7 km e ha un bacino di drenaggio di 720 km².
La sua fonte è nei Vosgi, ai piedi occidentali del monte Climont, vicino al villaggio di Bourg-Bruche. Attraversa le città di Schirmeck, Mutzig, Molsheim e Holtzheim. Sfocia nel fiume Ill nella città di Strasburgo, a sud-ovest del centro storico. Il suo più grande affluente è il fiume Mossig.

## Affluenti

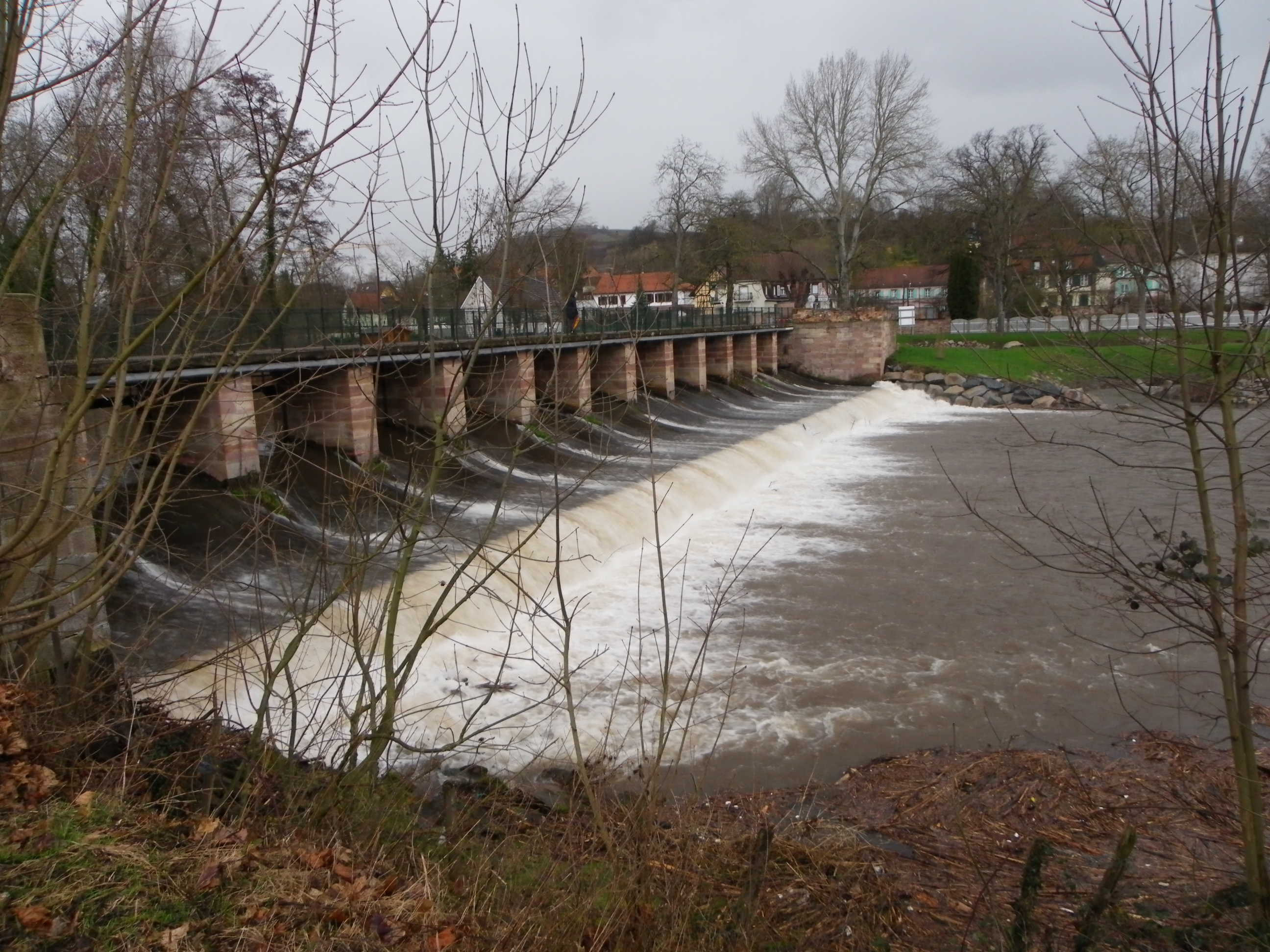
Sbarramento sul Bruche ad Avolsheim.

- Moussière
- Evreuil
- Grandroué
- Nau
- Climontaine
- Ruisseau de Champenay
- Schirgoutte ou Chirgoutte
- Ruisseau des Evaux
- Ruisseau de la Besotte
- Rothaine
- Ruisseau d’Albet
- Framont
- Barembach
- Tommelsbach
- Ruisseau de Russ
- Netzenbach
- Schwartzbach
- Muhlbach
- Eimerbaechel
- Soultzbach
- Grendelbach
- Hasel
- Magel
- Stillbach
- Mossig
- Muehlbach